# Fos Provence Basket
O Fos Provence Basket, anteriormente conhecido como Provence Basket, é um clube de basquetebol baseado em Fos-sur-Mer, França que atualmente disputa a LNB Pro B. Manda seus jogos no entre Halle des Sports Parsemain com capacidade para 1.387 espectadores.

## Histórico de Temporadas
| Temporada | Nível           | Liga            | Pos.            | J               | PL              | Resultado         | Copa da França  |
| --------- | --------------- | --------------- | --------------- | --------------- | --------------- | ----------------- | --------------- |
| 2002-03   | 5               | NM3             | 1               |                 |                 | Promovido         |                 |
| 2003-04   | 4               | NM2             |                 |                 |                 |                   |                 |
| 2004-05   | Sem informações | Sem informações | Sem informações | Sem informações | Sem informações | Sem informações   | Sem informações |
| 2005-06   | 4               | NM2             | 1               |                 |                 | Promovido         |                 |
| 2006-07   | 3               | NM1             | 6               | 23-11           |                 |                   | Primeira fase   |
| 2007-08   | 3               | NM1             | 5               | 24-10           |                 |                   | Segunda fase    |
| 2008-09   | 3               | NM1             | 3               | 26-8            |                 | Promovido         |                 |
| 2009-10   | 2               | LNB Pro B       | 10              | 15-19           |                 |                   | Segunda fase    |
| 2010-11   | 2               | LNB Pro B       | 4               | 21-13           | 3-2             | Semifinalista     | Segunda fase    |
| 2011-12   | 2               | LNB Pro B       | 4               | 22-12           | 3-3             | Semifinalista     | Primeira fase   |
| 2012-13   | 2               | LNB Pro B       | 6               | 21-13           | 0-2             | Quartas de finais | Segunda fase    |
| 2013-14   | 2               | LNB Pro B       | 7               | 24-20           | 0-2             | Quartas de finais | Primeira fase   |
| 2014–15   | 2               | LNB Pro B       | 13              | 14-20           |                 |                   | Quarta fase     |
| 2015–16   | 2               | LNB Pro B       | 2               | 21-13           | 3-2             | Semifinalista     | Segunda fase    |
| 2016–17   | 2               | LNB Pro B       | 2               | 22-12           | 3-2             | Semifinalista     | Segunda fase    |
| 2017-18   | 2               | LNB Pro B       | 4               | 34-24           | 6-0             | PromovidoPlayoffs |                 |
| 2018-19   | 1               | Élite           | 17              | 9-25            |                 | Rebaixado         |                 |
| 2020-21   | 2               | LNB Pro B       | 1               |                 |                 | PromovidoCampeão  |                 |
| 2021-22   | 1               | Élite           | 15º             | 12-22           |                 |                   |                 |
| 2022-23   | 1               | Élite           | 18º             | 10-24           |                 | Rebaixado         |                 |
| 2023-24   | 2               | LNB Pro B       | 16º             | 12-22           |                 |                   |                 |
| 2024-25   | 2               | LNB Pro B       | 19º             | 10-28           |                 | Rebaixado         |                 |
| 2025-26   | 3               | NM1             |                 |                 |                 |                   |                 |

fonte:eurobasket.com